# Елена Австрийска
Елена Австрийска (на немски: Helena von Österreich; * 7 януари 1543, Виена; † 5 март 1574, Хал ин Тирол) от род Хабсбурги, е ерцхерцогиня на Австрия и съоснователка и монахиня в женския манастир в Хал ин Тирол.

## Живот
Дъщеря е на император Фердинанд I (1503 – 1564) и съпругата му Анна Ягелонина (1503 – 1547), дъщеря на крал Владислав II от Бохемия и Унгария. Сестра е на император Максимилиан II (1527 – 1576).
Баща ѝ я определя за манастирския живот. Заедно с нейните сестри Магдалена и Маргарета Австрийска тя основава кралския женски манастир в Хал. През 1568 г. те влизат в манастира. През 1573 г. е готов и тамошния йезуитски-колегиум с гимназия.
Тя умира в манастира като монахиня на 41 години през 1574 г. и е погребана в йезуитската църква в Хал.